# Роотаре, Сальме
Сальме Яакобовна Роотаре (эст. Salme Rootare; 26 марта 1913, Ревель, Российская империя — 21 октября 1987, Таллин, СССР) — советская, ранее эстонская, шахматистка, международный мастер (1957). Мастер спорта СССР (1956). Представляла общество "Спартак".

## Биография
Окончила гимназию им. Эльфриды Лендер в 1931 году.
Бухгалтер.
15-кратная чемпионка Эстонской ССР (1945—1972) и 4-кратная ДСО «Спартак» (1947, 1949, 1952 и 1955). Участница 13-и чемпионатов СССР; лучшие результаты: 1948 — 6-7-е, 1952 — 4-5-е, 1955 — 2-4-е, 1957 — 3-е, 1959 — 2-3-е, 1962 — 6-е места. Участница турнира претенденток: Пловдив (1959) — 4-5-е место.
Судья республиканской категории.

## Личная жизнь
Муж — шахматист Видрик Роотаре (1906—1981).